# Geoffroy d'Amiens
Pour les articles homonymes, voir Saint Geoffroy.
Geoffroy dit d'Amiens (ou Godefroy), né vers 1065 et mort en 1115 à Soissons, est un religieux français qui a été évêque d'Amiens de 1104 à sa mort. Il est vénéré comme saint par l'Église catholique et fêté le 8 novembre.

## Biographie

### Jeunesse et formation
Geoffroy d'Amiens naquit vers 1065 à Moulincourt dans le diocèse de Soissons. Troisième enfant de Frodon seigneur de Moulincourt et d'Élisabeth, il fut tout jeune pris en charge par son oncle, évêque de Soissons qui le fit éduquer à l'abbaye du Mont Saint-Quentin, près de Péronne.
À l'âge de 25 ans, il fut ordonné prêtre par l'évêque de Noyon, et devint ensuite abbé à l'abbaye de Nogent-sous-Coucy.

### Un brillant début de carrière épiscopale
En 1104, il fut nommé évêque d'Amiens lors du concile de Troyes avec l'accord du roi de France Philippe Auguste. Il fut sacré évêque à Reims par l'archevêque Manassès. 
En 1106, il se rendit en Italie et obtint du pape Pascal II que l'abbaye de Saint-Valery-sur-Somme tomba sous l'autorité de l'évêque d'Amiens. Il participa au concile de Troyes le 11 mai 1107 contre les simoniaques. En 1108, il fit retraite à l'abbaye du Mont Saint-Quentin. En 1109, il se rendit de nouveau en Italie, à Rome puis à Bari où il se recueillit devant la tombe de saint Nicolas de Myre. En 1112, en pleine querelle des investitures, il remplaça le légat du pape au concile de Vienne, en Dauphiné, durant lequel, l'empereur Henri V fut excommunié. En novembre 1114, il était de retour à Amiens.

### Une carrière épiscopale troublée
L'épiscopat de Geoffroy est à replacer dans le contexte du mouvement communal auquel les bourgeois d'Amiens furent mêlés. La ville était alors soumise à l'autorité de l'évêque, de son vidame, du comte et du châtelain. En 1113, les bourgeois d'Amiens s'érigèrent en commune.
L'évêque Geoffroy soutint dès l'origine la commune pour contrer les tentatives d'empiétement du comte sur ses prérogatives. Il se trouva donc à soutenir les demandes des bourgeois qui avaient reçu le soutien du roi Louis VI le Gros. En 1114, Thomas de Marle, fils du comte d'Amiens, sema la désolation dans les possessions rurales de l'évêque et du chapitre cathédral tandis que bourgeois et hommes du comte retranchés dans la forteresse du Castillon s'affrontaient dans les rues d'Amiens sans succès de l'un des deux camps. 
Geoffroy, impressionné par le tour sanglant pris par les événements et désavoué par une partie du clergé, décida de se démettre et de se retirer à la Grande Chartreuse pour y mener une vie de pénitence.
Mais, sur la réclamation des habitants d'Amiens, il dut, par décision du concile de Reims, revenir à la tête de son diocèse, en 1115, où les mêmes difficultés l'attendaient. Cependant, l'intervention militaire du roi, le dimanche des Rameaux, le 11 avril 1115 amorçait une évolution du conflit.
Cependant, Geoffroy malade se retira à l'abbaye Saint-Crépin de Soissons où il mourut le 8 novembre 1115.

## Vénération
- Saint Geoffroy est fêté le 8 novembre.

## Hommage
- Une rue d'Amiens porte son nom.
- Une statue de l'évêque Geoffroy surmonte les doubles colonnes à la gauche de l'entrée principale de l'hôtel de ville d'Amiens faisant pendant à celle du roi Louis VI le Gros.